# Centrarthra fulvitincta
Centrarthra fulvitincta är en fjärilsart som beskrevs av W. Warren 1914. Centrarthra fulvitincta ingår i släktet Centrarthra och familjen nattflyn. Inga underarter finns listade i Catalogue of Life.